# インヴェリーゴ
インヴェリーゴ（伊: Inverigo）は、イタリア共和国ロンバルディア州コモ県にある、人口約9,100人の基礎自治体（コムーネ）。

## 地理

### 位置・広がり
コモ県南東部、ブリアンツァ地方のコムーネ。県都コモから南東へ14km、モンツァから北北西へ17km、レッコから南西へ19km、州都ミラノから北へ30kmの距離にある。

#### 隣接コムーネ
隣接するコムーネは以下の通り。LCはレッコ県、MBはモンツァ・エ・ブリアンツァ県所属。
- ルラーゴ・デルバ - 北
- ランブルーゴ - 北東
- ニビオンノ (LC) - 北東
- ヴェドゥッジョ・コン・コルツァーノ (MB) - 東
- ブリオスコ (MB) - 南東
- ジュッサーノ (MB) - 南
- アロージオ - 南
- カルーゴ - 南西
- ブレンナ - 西
- アルツァーテ・ブリアンツァ - 北西

### 地形・地勢
- 河川：ランブロ川（イタリア語版）

### 地震分類
イタリアの地震リスク階級 (it) では、4 に分類される
。

## 行政
- 町長:　ジョルジョ・アーペ（Giorgio Ape) - 2016-06-06より

### 分離集落
インヴェリーゴには、以下の分離集落（フラツィオーネ）がある。
- クレムナーゴ、ロマノ・ブリアンツァ、ヴィッラ・ロマノ

## 教育

### 幼稚園
- インヴェリーゴ総合的な学校
  - インヴェリーゴ幼稚園
  - ドン・カルロ・ニョッキ特別幼稚園
- 私立
  - サクロ・クオーレ幼稚園
  - モンシニョール・ポッツォーリ幼稚園

### 小学校
- インヴェリーゴ総合的な学校
  - ドン・カルロ・ニョッキ小学校
  - 　ルイージ・カニオーラ小学校
  - 　ジュセッペ・ピエルマリーニ小学校
- 私立
  - 　サン・カルロ・ボッロメーオ小学校

### 中学校
- インヴェリーゴ総合的な学校
  - フィリッポ・メーダ中学校
- 私立
  - 　サン・カルロ・ボッロメーオ中学校

## 交通

### 鉄道
- ミラノ＝アッソ線（イタリア語版）
  - インヴェリーゴ駅（イタリア語版）

### 路線バス
- ASFアウトリネーバス (ASF Autolinee)
  - C45線 (コモ - インヴェリーゴ - カントゥ)

### 道路
- コモ県道SP40号
- コモ県道SP41号